# Lofanga
Lofanga (auch: Lofaga) ist eine Insel im Zentrum der Inselgruppe Haʻapai im Pazifik. Sie gehört politisch zum Königreich Tonga.

## Geographie
Das Motu liegt zwischen den Inseln Hakau‘ata, Nukupule, und Niniva. In der näheren Umgebung liegen die Riffe Hakau Eihiho, Lua Puki, Lua Fahalolo, Lua Maiti und Lua Fakatele.
Zufahrt ist durch den Kanal Ava Matanukupule gegeben. Auf Lofanga leben 126 Personen (Stand 2021).

## Klima
Das Klima ist tropisch heiß, wird jedoch von ständig wehenden Winden gemäßigt. Ebenso wie die anderen Inseln der Haʻapai-Gruppe wird Lofanga gelegentlich von Zyklonen heimgesucht.